# 曽山哲人
曽山 哲人（そやま てつひと、1974年 - ）は、日本の実業家。株式会社サイバーエージェント常務執行役員CHO（Chief Human Resources Officer）を務めるほか、YouTubeにて「人事部長ソヤマン」としても活動している。

## 略歴
曽山は神奈川県横浜市に生まれた。上智大学文学部英文学科を卒業後、伊勢丹に入社。1999年に設立間もない株式会社サイバーエージェントに入社し、営業統括や人事部門の立ち上げに従事した。
2005年に人事本部長に就任し、離職率30%超の状態から9〜10%台にまで改善するなど、組織文化の再構築に貢献。2008年には取締役、2014年より執行役員、2020年からは常務執行役員CHOを務め、若手の抜擢や組織の自律促進などを推進している。

## メディア活動
YouTubeでは「人事部長ソヤマン」としてビジネスや人事に関する情報を発信している。
また、プロダンスチーム「CyberAgent Legit」のオーナーとしても知られ、D.LEAGUEでの優勝・準優勝などの実績がある。

## 著書
- 『クリエイティブ人事 個人を伸ばす、チームを活かす』（光文社新書、2016年）
- 『最強のNo.2』（ディスカヴァー・トゥエンティワン、2013年）
- 『サイバーエージェント流 成長するしかけ』（日本経済新聞出版社、2015年）
- 『活躍する人のセオリー 強みを活かす』（PHP研究所、2017年）
- 『若手育成の教科書』（ダイヤモンド社、2021年）
- 『自己成長する意思表明の仕方』（ディスカヴァー・トゥエンティワン、2018年）

## 受賞
- 2016年 – 日本の人事部「HRアワード」書籍部門入賞（『クリエイティブ人事』）[8]
- 2017年 – 同「HRアワード」書籍部門入賞（『強みを活かす』）